# Hermann Gleich
Hermann Gleich (10. srpna 1815, Laskowice Oławskie, část města Jelcz-Laskowice – 2. dubna 1900, Vratislav) byl pomocný biskup ve vratislavské diecézi (1875–1900). V letech 1881–1882 a 1886–1887 stál jako kapitulní vikář v čele diecéze.

## Životopis
Po vysvěcení na kněze v roce 1838 pracoval na farnostech v Namyslově a v Opolí. Od roku 1842 do roku 1851 byl proboštem farnosti svatého Rocha v obci Tułowice. Vykonával také funkci okresního školního inspektora v obci Niemodlin a aktivně se věnoval charitě.
Roku 1855 se stal biskupským komisařem v Opolí, roku 1862 kanovníkem ve Vratislavi a roku 1875 pomocným vratislavským biskupem. Na biskupa byl vysvěcen 21. srpna 1875 v Javorníku.
Kvůli obhajobě církevních práv během Kulturkampfu mu bylo vládou zakázáno vykonávat funkci biskupa. Dvakrát – po smrti biskupů Förstera a Herzoga – stál jako kapitulní vikář v čele vratislavské diecéze.